# Jamie Noble
James Gibson (Hanover, 23 dicembre 1976) è un ex wrestler statunitense sotto contratto con la WWE, dove svolge il ruolo di produttore.
Noble è noto per le sue apparizioni nella World Championship Wrestling tra il 1991 e il 2001 e, in seguito, nella WWE dove ha vinto una volta il WWE Cruiserweight Championship. Ha lottato anche in Ring of Honor dove ha vinto una volta il ROH World Championship.

## Carriera

### World Championship Wrestling
Noble debutta nel mondo del wrestling nel 1999, dopo essere stato allenato da Dean Malenko. La sua prima federazione importante è stata la WCW, dove lottava mascherato col nome di Jamie San, facendo parte della stable degli Jung Dragons con Jimmy Yang e Kaz Hayashi. I tre iniziarono una faida con i "3 Count", Shane Helms, Shannon Moore e Evan Karagias. Jamie San successivamente si smascherò e cambiò nome in Jamie Knoble formando un tag team con Karagias chiamato "Knoble & Karagias".

### World Wrestling Entertainment (2002–2004)
Passò quindi nella WWE con il nome Jamie Noble, avendo come manager Nidia. Nella WWE vincerà il Cruiserweight Championship sconfiggendo The Hurricane nel 2002, avendo faide con Tajiri e Billy Kidman. Dopo una faida di coppia, dove Noble e Nidia affrontano Torrie Wilson e Billy Gunn, il rapporto fra Noble e Nidia s'incrina, talmente tanto da portare ad un match al pay per view No Way Out, dove Noble lotta bendato ma riesce a vincere lo stesso.
Noble viene licenziato dalla WWE il 15 settembre per un problema di steroidi.

### Circuito indipendente (2004–2005)
Dopo alcuni mesi Noble torna a lottare, passando dalla New Japan Pro-Wrestling alla Pro Wrestling Guerrilla, per poi finire nella Ring of Honor dove lotterà col nome di James Gibson. Qui riesce a diventare campione della federazione vincendo un Elimination 4 Way Match contro il campione CM Punk, Samoa Joe e Christopher Daniels il 12 agosto 2005. Perderà questo titolo un mese dopo, esattamente il 17 settembre, contro Bryan Danielson.

### Ritorno in WWE

#### The Pitbulls (2005–2006)
Jamie Noble torna quindi in WWE, debuttando una seconda volta a Velocity, il 31 dicembre, sconfiggendo Paul London. Nelle Settimane successive sempre a Velocity, sconfigge per due volte Scotty 2 Hotty.Continua a vincere sempre a Velocity, il 21 gennaio, sconfiggendo Caprice Coleman. Si allea poi con Kid Kash, e nel loro match di debutto a Velocity, sconfiggono Paul London e Brian Kendrick. Alla Royal Rumble, Noble partecipa al Cruiserweight Invitational per il Cruiserweight Championship di Kid Kash, ma non riesce a vincere il titolo che viene vinto da Gregory Helms. L'11 marzo sempre a Velocity, i Pitbulls sconfiggono, Funaki e Scotty 2 Hotty. Mentre la settimana dopo perde un match per il #1 Contender al Cruiserweight Title, contro Paul London, Brian Kendrick e Kid Kash, a vincere sarà London. Il 31 marzo combattono a Smackdown, perdono però contro i Mexicools. L'8 aprile a Velocity, si rifanno sconfiggendo Scotty 2 Hotty e Funaki. Settimana successiva vincono anche il rematch. Il 20 maggio a Velocity, sconfiggono Chris Wellman & Russell Simpson. Mentre il 27 sconfiggono ancora, Scotty 2 Hotty e Funaki. Nella puntata del 10 giugno di Velocity, Sconfiggono Jon Bolen & Sterling James Keenan. Il 30 giugno a Smackdown, sconfiggono Marty Garner & Prince Malik. Nella puntata del 7 luglio di SmackDown!, Noble partecipa ad una battle royal per il #1 Contender al World Heavyweight Title, ma viene eliminato, nelle stessa sera però vince insieme a Kid Kash contro Scotty 2 Hotty & Funaki.
Settimana dopo a Smackdown, sconfigge in singolo Paul London. A The Great American Bash, provano a vincere il WWE Tag Team Championship me perdono contro i campioni, London e Kendrick. Il loro Feud con London e Kendrick continua e provano a vincere i titoli il 1º settembre a SmackDown!, fallendo ancora. Ci riprovano il 22 settembre in un match a tre per il WWE Tag Team Championship che comprendeva anche KC James e Idol Stevens, oltre i campioni, ma anche questa volta non riescono a vincere. Settimana successiva perdono un match per determinare i contendenti n°1 al WWE Tag Team Championship, contro KC James e Idol Stevens. Dopo questo match Kash viene rilasciato dalla WWE, e quindi Noble continua la carriera in singolo.

#### Varie faide (2006–2009)
Il 13 ottobre a Smackdown, affronta Rey Mysterio, perdendo. Perde anche il 3 novembre contro Bobby Lashley. L'8 dicembre affronta Jimmy Wang Yang per il #1 Contender al Cruiserweight Championship, perdendo. A No Way Out, partecipa a un WWE Cruiserweight Championship Elimination Match, Ma viene eliminato da Jimmy Wang Yang. L'8 giugno a Smackdown, perde insieme a Chavo Guerrero & Daivari contro Paul London, Brian Kendrick & Jimmy Wang Yang. Perde anche la settimana dopo in un match per il #1 Contender al Cruiserweight Championship contro Daivari, Jimmy Wang Yang e Shannon Moore, a vincere sarà Yang. Ma il 22 giugno, sconfigge insieme a Chavo Guerrero, Jimmy Wang Yang & Shannon Moore. Il 29 giugno perde un Cruiserweight Title Triple Threat contro il campione Chavo e Funaki. IL 13 luglio continua a perdere insieme a Chavo Guerrero, contro The Major Brothers. La settimana Successiva, partecipa ad una battle Royal per vincere il World Heavyweight Championship, ma viene eliminato. A The Great American Bash, partecipa ad un Cruiserweight Championship Open Challange Match, perdendo. Il 27 luglio perde, contro Hornswoggle e non riesce a conquistare il Cruiserweight Championship. Il 3 agosto, sconfigge Shannon Moore. Il 17 agosto affronta, Finlay, ma il match finisce in un No contest. Vince un match per il Contender al Cruiserweight Championship, contro Jimmy Wang Yang il 24 agosto a Smackdown. Affronta quindi il campione Hornswoggle, con il titolo in palio, ma perde per count out. Mentre il 14 settembre perde anche contro Shannon Moore. Il 21 perde contro Jimmy Wang Yang. Prova successivamente a conquistare il Cruiserweight Championship ma il campione Hornswoggle riesce sempre a cavarsela, salvo quando il 25 settembre il titolo viene ufficialmente ritirato e Noble è costretto a lasciar perdere. Ma nelle settimane successive, si riscatta sconfiggendo sia Moore che Wang Yang. Ma il 12 ottobre subisce una grossa sconfitta da The Great Khali. La settimana successiva perde anche contro The Undertaker, mentre il 26 ottobre contro Batista. IL 2 novembre perde contro Rey Mysterio. IL 9 novembre perde anche contro CM Punk, per squalifica. Ma sconfigge per due settimane Chuck Palumbo. IL 7 dicembre sconfigge ancora Palumbo.
L'11 gennaio 2008, A Smackdown, sconfigge Chuck Palumbo. IL 25 gennaio, affronta insieme a Chuck Palumbo e Michelle McCool, The Miz, John Morrison & Layla, ma il match termina in un No contest a causa di un Turn Heel di Palumbo che attacca Noble. Noble quindi effettua un Turn Face. Partecipa alla Royal Rumble, ma viene eliminato appunto dal suo rivale, Palumbo. L'8 febbraio a Smackdown, perde contro Chuck Palumbo. IL 29 febbraio, perde ancora contro Palumbo. Perde poi contro Big Show per squalifica. Continua il suo Feud con Palumbo, affrontandolo in un Tag team match, insieme a Kane, contro appunto Palumbo e The Great Khali, ma perde il match. Il 25 marzo, in ECW, perde un 12 man tag team Match. IL 18 aprile a Smackdown, perde contro Chavo Guerrero. Ritorna il 30 maggio, perdendo contro MVP. Mentre il 20 giugno, perde contro Vladimir Kozlov.
In seguito al Draft 2008 Noble è passato al roster di Raw.
Debutta quindi a Raw, il 28 luglio, perdendo contro Kofi Kingston. Inizia poi un nuovo Feud con William Regal, ma perde nel loro primo match. Settimana Successiva, perde contro JBL. Continua il Feud con Regal Il 1º settembre, sconfiggendolo. Settimana successiva però, perde contro lo stesso Regal. Però il 15 settembre, vince contro, Paul Burchill. Il 29 settembre vince ancora, insieme a Mickie James contro, Paul & Katie Lea Burchill. Ma perde la settimana dopo insieme a Mickie James, contro Santino Marella, e Beth Phoenix. Il giorno dopo in ECW, viene sconfitto da Mark Henry. IL 3 novembre a Raw, partecipa ad una Battle Royal per il #1 Contender al Intercontinental Title, ma viene eliminato. 
Il 3 febbraio è stato nella ECW, dove ha perso contro Boogeyman. Affronta il 16 febbraio 2009, Kane perdendo. Mentre il 23, perde anche contro Mike Knox. IL 17 marzo, torna Heel e combatte in ECW, perdendo contro Evan Bourne. Il 27 aprile a Raw, perde insieme a Chavo Guerrero contro the Colons. IL 4 giugno combatte a Superstars, perdendo insieme a Brian Kendrick contro, Goldust & Hornswoggle, Mentre a Raw perde insieme allo stesso Kendrick e Chavo Guerrero, contro Santino Marella, Goldust & Festus. Nella puntata del 23 luglio di Superstars, perde ancora contro Evan Bourne. Dopo un po' di assenza nei ring, Torna il 26 ottobre, combattendo da face, contro Sheamus, perdendo. La settimana successiva, il 2 novembre, affronta ancora Sheamus, ma il match finisce in un no contest in quanto Sheamus attacca brutalmente Noble. A causa di questo violento attacco, Noble annuncia il suo ritiro dal wrestling.

#### Road agent e apparizioni sporadiche (2009–2014)
La WWE lo ha assunto come road agent. Noble torna a combattere in FCW, battendo Justin Angel .
Il 13 gennaio, 2012 Noble ha combattuto contro Daniel Bryan in un house show a Yakima, Washington. Il 27 dicembre 2012, Jamie Noble combatte a Green Bay nel Wisconsin in un house show di SmackDown! contro Johnny Curtis.

#### J&J Security e produttore (2014–presente)
Nel 2014, insieme a Joey Mercury, entra a far parte dell'Authority come bodyguard di Seth Rollins. Nella puntata di Raw del 24 novembre torna a combattere insieme a Joey Mercury e Seth Rollins contro John Cena e Dolph Ziggler, perdendo però il match. Nella puntata del 5 febbraio di SmackDown combatte nel main event insieme a Mercury e a Rollins, contro Daniel Bryan, perdendo. L'8 giugno, a Raw, Noble e Mercury affrontano Rollins in un Handicap match e riescono a sconfiggerlo a causa dell'interferenza di Dean Ambrose. Il 23 giugno si frattura tre costole dall'attacco di Brock Lesnar.
Dopo lo scioglimento della J&J Security, Noble è rimasto in WWE come produttore.
Oltre all'essere produttore è ritornato a combattere nei live Event WWE, il suo ultimo match risale l'11 dicembre 2022 concludendo la sua carriera in WWE, dove affrontò la Bloodline (Sami Zayn, Solo Sikoa e gli Usos) insieme a Braun Strowman, Butch e Ridge Holland.

## Personaggio

### Mosse finali
- Hollywood Noble (Modified Dragon Sleeper)
- Jamie Bomb (Double Underhook Sitout Powerbomb)

## Titoli e riconoscimenti
- Heartland Wrestling Association
  - HWA Cruiserweight Championship (1)
- Independent Professional Wrestling
  - IPW Light Heavyweight Championship (1)
- Pro Wrestling Illustrated
  - 42º nella classifica dei 500 migliori wrestler su PWI 500 (2002)
- Ring of Honor
  - ROH World Championship (1)
- WWE
  - WWE Cruiserweight Championship (1)